# تورو ایواتانی
تورو ایواتانی (岩谷 徹 Iwatani Tōru, متولد ۲۵ ژانویه، ۱۹۵۵) یک طراح بازی‌های ویدئویی ژاپنی است که بیشتر دوران حرفه ای خود را در شرکت نامکو صرف کرده‌است. او بیشتر به عنوان خالق بازی آرکید پک-من (۱۹۸۰) شناخته می‌شود.

## اوایل زندگی
ایواتانی در ۲۵ ژانویه ۱۹۵۵ در بخش مگورو توکیو ژاپن به دنیا آمد. زمانی که در مهدکودک بود، پس از اینکه پدرش به عنوان مهندس در شرکت ان‌اچ‌کی مشغول به کار شد، او و خانواده اش به منطقه توهوکو در ژاپن نقل مکان کردند. ایواتانی پس از تبدیل شدن به یک دانش آموز دبیرستانی، به توکیو بازگشت و از دبیرستان دانشگاه متروپولیتن توکیو فارغ‌التحصیل شد، قبل از فارغ‌التحصیلی از دانشکده مهندسی دانشگاه توکای. ایواتانی بدون هیچ گونه آموزش رسمی در زمینه برنامه‌نویسی یا طراحی گرافیکی در کامپیوتر خودآموز بود. او اغلب کتاب‌های درسی مدرسه‌اش را با مانگای پراکنده پر می‌کرد که به ادعای او تأثیر زیادی بر طراحی شخصیت‌های بازی‌هایش داشت.

## کار حرفه ای
در سن ۲۲ سالگی ایواتانی به ناشر بازی‌های ویدئویی ژاپنی(نامکو) در در سال ۱۹۷۷ پیوست. قبل از پیوستن او، نامکو حقوق بخش ژاپنی شرکت آتاری را از نولان باشنل به دست آورده بود و به آنها حق پخش بسیاری از بازی‌های این شرکت مانند Breakout را در سراسر کشور می‌داد. این موفقیت بی‌سابقه‌ای برای نامکو شد و آنها را به تولید بازی‌های ویدئویی خود به‌جای تکیه بر شرکت‌های دیگر برای ساخت بازی‌هایشان علاقه‌مند کرد. ایواتانی پس از ورود به بخش توسعه بازی‌های ویدئویی این شرکت منصوب شد. او در ابتدا می‌خواست ماشین‌های پین‌بال را بسازد، اما مدیران نامکو این ایده را به دلیل مشکلات مربوط به ثبت اختراع رد کردند. به عنوان نوعی سازش، ایواتانی اجازه داشت یک بازی ویدئویی بر اساس مفهوم پین بال دزد ایجاد کند. با کمک برنامه‌نویس Shigeichi Ishimura، ایواتانی Gee Bee را ساخت که در سال ۱۹۷۸ منتشر شد. اگرچه آن‌طور که شرکت انتظار داشت موفق نبود، اما Gee Bee به نامکو کمک کرد تا در بازار بازی‌های ویدیویی که به تدریج در حال گسترش است، جای پای خود را پیدا کند. دو دنباله در سال ۱۹۷۹ منتشر شد، Bomb Bee و Cutie Q که ایواتانی به عنوان طراح روی آنها کار کرد.
در اواخر سال ۱۹۷۹، ایواتانی نسبت به صنعت بازی‌های ویدئویی ناامید شد و فکر می‌کرد که بازار تنها از طریق استفاده از بازی‌های خشونت‌آمیز «جنگ»، مانند مهاجمان فضایی، و بازی‌های ورزشی یادآور پونگ، برای مردان جذاب است. او تصمیم گرفت یک بازی ویدیویی بسازد که برای خانم‌ها جذاب باشد، با طراحی شخصیت‌های زیبا و رنگارنگ و گیم پلی آسان و قابل درک، بر اساس مفهوم غذا خوردن. ایواتانی با همکاری یک تیم کوچک متشکل از ۹ کارمند، پک-من را خلق که در ۲۲ می ۱۹۸۰ به بازار عرضه شد و در ماه جولای در ژاپن و در ماه اکتبر در آمریکای شمالی منتشر شد. در حالی که ثابت کرد که در ژاپن فقط یک موفقیت متوسط بود و از Galaxian خود نامکو بهتر بود، پک-من یک موفقیت نجومی در آمریکای شمالی بود و به سرعت بیش از ۱۰۰٬۰۰۰ واحد آرکید فروخت و تبدیل به پرفروش‌ترین و پردرآمدترین بازی آرکید در تمام زمان‌ها شد. پک-من از آن زمان به موفق‌ترین بازی ویدیویی نامکو در تمام دوران‌ها و عنوان امضای این شرکت تبدیل شده‌است. پس از انتشار، ایواتانی در رده‌های نامکو ارتقا یافت و در نهایت مسئول نظارت بر مدیریت شرکت شد. با وجود موفقیت نامکو، ایواتانی هیچ نوع پاداش یا افزایش حقوقی دریافت نکرد. داستانی که اغلب تکرار می‌شود این است که ایواتانی نامکو را با خشمگینی ترک کرد به دلیل عدم شناسایی یا برای افزایش دستمزدش که خودش می‌گوید این ادعا دروغ است.
ایواتانی در سال ۱۹۸۳ به طراحی Libble Rabble پرداخت، یک معمای دو چوب بر اساس بازی ای که در دوران کودکی خود انجام داده بود. ایواتانی ادعا می‌کند که Libble Rabble بازی مورد علاقه اش است. او همچنین به عنوان تهیه‌کننده برای بسیاری از بازی‌های آرکید نامکو از جمله Rally-X، Galaga , Pole Position , Ridge Racer و Time Crisis کار کرد. از آوریل ۲۰۰۵ به عنوان استاد مدعو، موضوع مطالعات طراحی شخصیت را در دانشگاه هنر اوزاکا تدریس کرد. ایواتانی در مارس ۲۰۰۷ نامکو را ترک کرد تا به عنوان مدرس تمام وقت در دانشگاه پلی تکنیک توکیو مشغول به کار شود. ایواتانی در سال ۲۰۰۷ زمانی کهPac-Man Championship Edition را برای اکس‌باکس ۳۶۰ توسعه داد ، به ریشه‌های پک-من خود بازگشت، که به گفته او آخرین بازی او خواهد بود.
در ۳ ژوئن ۲۰۱۰، در جشنواره بازی‌ها، ایواتانی گواهینامه ای از رکوردهای جهانی گینس برای پک-من دریافت کرد که دارای بیشترین «ماشین‌های آرکید با سکه» نصب شده در سراسر جهان است: ۲۹۳٬۸۲۲. این رکورد در سال ۲۰۰۵ ثبت و به رسمیت شناخته شد و در رکوردهای جهانی گینس ثبت شد: نسخهGamer's Edition 2008.

## آثار
| عنوان                | سال انتشار | نقش        |
| -------------------- | ---------- | ---------- |
| جی بی                | ۱۹۷۸       | طراح       |
| عیار کیو             | ۱۹۷۹       | طراح       |
| پک-من                | ۱۹۸۰       | طراح       |
| Rally-X              | ۱۹۸۰       | تهیه‌کننده  |
| گالاگا               | ۱۹۸۱       | تهیه‌کننده  |
| موقعیت قطب           | ۱۹۸۲       | تهیه‌کننده  |
| سوپر پک من           | ۱۹۸۲       | طراح       |
| قطب دوم              | ۱۹۸۳       | تهیه‌کننده  |
| لیبل رابل            | ۱۹۸۳       | طراح       |
| پک لند               | ۱۹۸۴       | تهیه‌کننده  |
| Pac-Mania            | ۱۹۸۷       | کارگردان   |
| کوئستر               | ۱۹۸۷       | تهیه‌کننده  |
| ریج ریسر             | ۱۹۹۳       | تهیه‌کننده  |
| بحران زمان           | ۱۹۹۵       | تهیه‌کننده  |
| نسخه قهرمانی Pac-Man | ۲۰۰۷       | ناظر پروژه |

## نوشته‌ها
- Iwatani, Toru (2005-09-17). Pakkuman no Gēmu Gaku Nyūmon [Pacman's Methods [کذا]]. Enter Brain. ISBN 978-4757717527.
- Iwatani, Toru (2012-06-21). Gēmu no Ryūgi [The style of game [کذا]]. Ohta Books. ISBN 978-4778313265.